# 배꼽

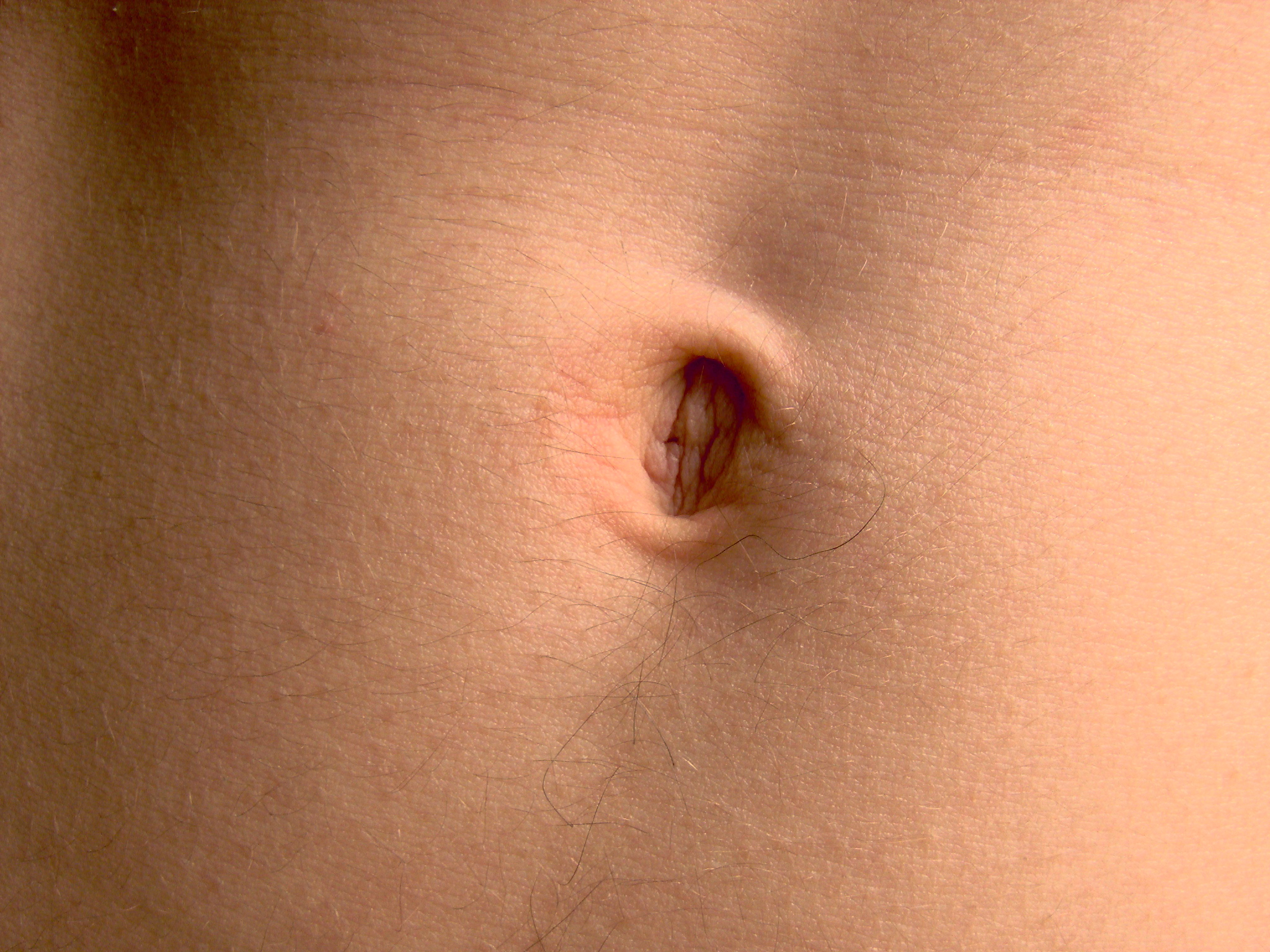
사람의 배꼽

배꼽(영어: navel 또는 umbilicus)은 태아의 탯줄이 부착되어 있던 자리를 나타내는 흔적으로 어머니로부터 탯줄 안에 있는 혈관을 통해 영양분을 섭취했던 곳을 말한다. 태반 포유류 동물들은 모두 배꼽을 가지고 있다.

## 구조
탯줄은 복부를 시각적으로 사분면으로 분리하는 데 사용된다. 탯줄은 사람의 위치가 비교적 일정하게 유지되는 복부의 두드러진 흉터이다. 배꼽 높이에서 허리 주변의 피부는 10번째 척수신경(T10 진피절)에 의해 공급된다. 탯줄 자체는 일반적으로 L3과 L4 척추골 사이의 접합부에 해당하는 수직 수준에 있으며 L3과 L5 척추골 사이의 사람 사이에 정상적인 변화가 있다.
성인의 배꼽 중앙에는 탯줄의 분리로 인해 종종 튀어나온 흉터가 나와 있다. 제대 잔해 주변에는 탯줄 모양의 배꼽고리에 의해 형성된 "기둥"이 있는데 복벽에 둘러싸여 있다. 배꼽 바로 뒤에는 방광에서 유래한 요막관이라고 불리는 탯줄로부터 형성된 두꺼운 섬유줄이 있다. 배꼽은 흉터이기 때문에 개인마다 독특하며 다양한 일반적인 형태를 가지고 있는데 크게 돌출된 배꼽, 돌출되지 않은 배꼽으로 나뉜다.

## 의학
배꼽탈장(제대탈장)은 창자나 복막의 일부가 배꼽고리를 통해 복벽을 뚫으면서 배꼽이 돌출되는 질환을 가리킨다. 일반적으로 배꼽이 1 ~ 5cm 정도 돌출되면 제대탈장으로 분류된다. 신생아 사이에서 일어나는 배꼽염은 보통 세균 감염에 의해 발생한다. 배꼽은 흉터를 최소화하기 위하여 위경련성 맹장 절제술, 쓸개 수술, 배꼽 성형수술을 비롯한 수술에서 권장되는 부위이기도 하다.

## 문화
서양 문화에서는 과거에 남자와 여자가 몸통과 배꼽을 노출하는 행위를 부도덕하거나 외설적인 것으로 여기면서 금기시했다. 일부 지역에서는 종교적, 사회적 관습 때문에 여성의 배꼽 노출이 금기시되는 경우가 있지만 지역 사회의 인식은 이제 허용 가능한 것으로 바뀌었다. 크롭톱은 배꼽이 자주 드러나는 셔츠이며 젊은 남녀 사이에서 더욱 흔해지고 있다. 남자의 배꼽 노출은 거의 낙인찍히지 않았으며 남성용 크롭톱과 배꼽 피어싱의 등장을 계기로 최근 몇 년 동안 특히 인기를 끌었다. 배꼽과 몸통은 비키니 또는 핫팬츠를 입을 때도 자주 드러난다.
1980년대까지만 해도 서양은 배꼽을 드러내는 옷에 상대적으로 저항력이 강했지만 인도의 여성들에게는 종종 배꼽을 드러내는 사리나 레헹가가 오랫동안 유행했다. 터키, 아랍 세계를 비롯한 중동에서 벨리댄스는 몸통과 배꼽에 초점을 맞춘 춤 동작으로 구성된 인기 있는 예술 형식이다.
불교에서는 배꼽에서 형성되는 차크라를 마니푸라라고 부른다. 기공에서는 배꼽을 기의 근원인 단전으로 여긴다. 힌두교에서는 쿤달리니의 에너지가 배꼽에 있다고 여긴다.

## 같이 보기
- 옴파로스